# Zatoka Izmirska
Zatoka Izmirska także Zatoka Smyrneńska (tur. Izmir Körfezi) – zatoka Morza Egejskiego, u azjatyckich brzegów Turcji, Jej długość wynosi 60 km, wejście szerokości 25 km, głębokość blisko 100 m. Do zatoki uchodzi rzeka Gediz. Są tam liczne kąpieliska, najważniejszym portem jest İzmir (d. Smyrna).